# Adolf Lesser

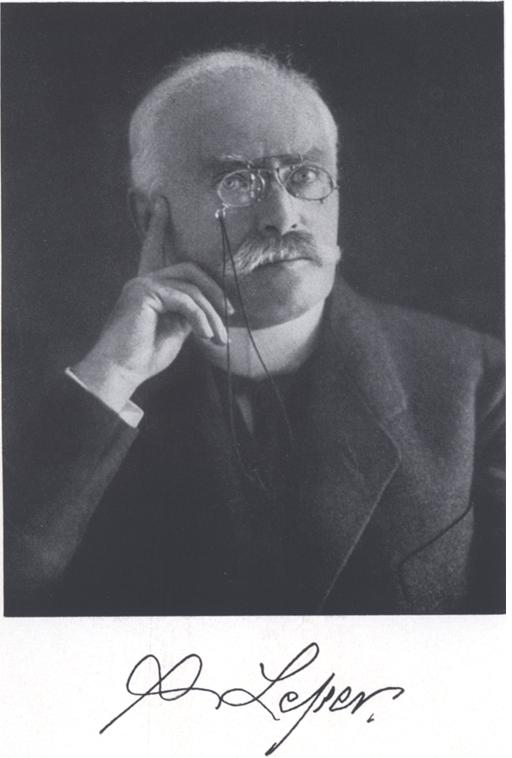
Adolf Lesser

Adolf Lesser (* 22. Mai 1851 in Stargard; † 6. Juli 1926 in Breslau) war ein deutscher Mediziner.

## Leben
Lesser war Sohn eines Arztes und studierte Medizin in Berlin, wo er 1875 promoviert wurde und danach bei Rudolf Virchow am Pathologischen Institut war. 1876 bis 1884 war er am Institut für Staatsarzneikunde (wo er sich 1881 habilitierte) und ab 1879 an der Klinsmannschen Irrenanstalt in Berlin.
1886 wurde er gerichtlicher Stadtphysikus in Breslau und außerdem 1887 außerordentlicher und 1921 ordentlicher Professor an der Universität Breslau. Ab 1899 baute er dort das gerichtsmedizinische Institut auf.
Im Jahr 1889 war er als Gerichts-Physikus Gutachter im Fall Max Bernstein. Dem Juden Max Bernstein wurden religiös motivierte Handlungen mit Körperverletzung an einem Knaben vorgeworfen, wobei ihn Lesser entlastete und bei Bernstein eine Geisteskrankheit diagnostizierte.
Am 26. Oktober 1887 (Matrikel-Nr. 2654) wurde er Mitglied der Leopoldina.

## Schriften
- Atlas der Gerichtlichen Medizin, 1883 bis 1894
- Vergiftungen, 1884